# Ile Kimok
Ile Kimok is een bestuurslaag in het regentschap Lembata van de provincie Oost-Nusa Tenggara, Indonesië. Ile Kimok telt 1485 inwoners (volkstelling 2010).